# Zimirina lepida
Zimirina lepida är en spindelart som först beskrevs av John Blackwall 1859.  Zimirina lepida ingår i släktet Zimirina och familjen Prodidomidae.
Artens utbredningsområde är Madeira. Inga underarter finns listade i Catalogue of Life.